# Vincenc Repnik
Vincenc Repnik, slovenski veteran vojne za Slovenijo, * 4. april 1967, Slovenj Gradec, † 28. junij 1991, Dravograd.

## Odlikovanja in nagrade
Leta 1992 je posmrtno prejel častni znak svobode Republike Slovenije z naslednjo utemeljitvijo: »za izjemne zasluge pri obrambi svobode in uveljavljanju suverenosti Republike Slovenije«.